# Heinz Liers
Heinz Liers (* 27. Februar 1905 in Berlin; † 9. September 1985 in Ludwigsburg) war ein deutscher Maler. Thema seines Hauptwerkes war die wiederkehrende Reihung geometrischer Farbfelder in Anlehnung an den Konstruktivismus.

## Leben
Nach dem Studium an der Hochschule für Bildende Künste Berlin 1924 bis 1927 bei Peter Fischer und einem Studienaufenthalt in Althagen/Ahrenshoop, ermöglicht durch ein Stipendium der Akademie der Künste und Wissenschaften Berlin 1927/28, wechselte Liers 1929 an die Staatliche Kunstakademie Königsberg. Bis 1930 war er Meisterschüler des Landschaftsmalers Alfred Partikel. Ab 1930 lebte er in Nemmersdorf (ehemaliges Ostpreußen, heute Majakowskoje), wo er freiberuflich als Lehrer tätig war. 1939 bis 1946 folgten Kriegsdienst und Gefangenschaft mit anschließender Vertreibung. Große Teile seines Frühwerkes gingen verloren.
Von 1946 bis 1972 arbeitete Liers als Kunsterzieher in Oldenburg (Oldenburg) und Varel, als Kunstkritiker bei der Nordwest-Zeitung sowie teilweise als freiberuflicher Künstler. Seit 1972 war er ausschließlich freischaffend tätig, zunächst in Hannover, ab 1977 in Denkendorf (Württemberg) und dann ab 1983 in Ludwigsburg. Seine Arbeiten waren in diversen Einzel- und Gruppenausstellungen zu sehen.

## Werk
Liers suchte, wie viele der sog. „Verlorenen Generation“, nach dem Zweiten Weltkrieg nach einem künstlerischen Neuanfang. Überwog zunächst die Orientierung an Stilen wie dem Expressionismus und dem Kubismus (z. B. „Zauberer in der Nacht“, 1953, „Bühnenbild“, 1954), löste er sich allmählich von der gegenständlichen Malerei. Seit Ende der 1950er Jahre näherte er sich dem Konstruktivismus an (z. B. „Scheinbar kühl“, 1959, „Stadt in Marokko“, 1960), aus dem er in der Folge seinen ganz eigenen Stil entwickelte. Besonders hervor tritt dabei das Motiv der in einem Gemälde wiederkehrenden Reihung geometrischer Farbfelder (z. B. „Friesische Störung“, 1970, „Meditationstafel“, 1978). Dieser „Reihenrhythmus“ wird durch den gelegentlichen Einsatz verschiedener Farben und gegenständlicher Elemente in einigen Arbeiten immer wieder gezielt durchbrochen (z. B. „Sängerin hinter der Jalousie“, 1984). Bevorzugtes Medium waren Aquarell- und Deckfarben, oft in Kombination mit Kugelschreiber und Bleistift.
Der künstlerische und schriftliche Nachlass wird seit 2015 im Landesmuseum für Kunst und Kulturgeschichte Oldenburg und im Stadtmuseum Oldenburg bewahrt. Daneben befinden sich Werke u. a. in der Staatsgalerie Stuttgart und im Sprengel Museum Hannover.

## Einzelausstellungen (Auswahl)
- 1959 „Neue Arbeiten in der Galerie Wendtorf“, Galerie Wendtorf, Oldenburg
- 1965 „Heinz Liers“, Rathaus am Delft, Emden
- 1973 „Bildfolgen von Heinz Liers“, Galerie 15 der Sezession Graz
- 1975 „Heinz Liers“, Galerie Gruppe Grün, Bremen
- 1980 „Neue Arbeiten von Heinz Liers“, Galerie Lutz, Stuttgart
- 1985 „Heinz Liers – Neue Arbeiten“, Bergkelter Murr
- 1988/89 „Heinz Liers – Werke von 1943–1985“, Forum am Schlosspark, Ludwigsburg und Stadtmuseum Oldenburg
- 1993 „Heinz Liers“, Galerie Dorn, Stuttgart
- 2002 „Heinz Liers – Poetischer Reihenrhythmus mit Irritationen“, Staatsarchiv Ludwigsburg
- 2006 „Mit feinem Strich – Heinz Liers (1905–1985) in Ludwigsburg“, Städtisches Museum Ludwigsburg
- 2016 Heinz Liers. Rhythmus und Variation. Landesmuseum Oldenburg[2][3][4]